# 托雷帕德雷
托雷帕德雷，是西班牙卡斯蒂利亚-莱昂布尔戈斯省的一个市镇。总面积29平方公里，总人口119人（2001年），人口密度4人/平方公里。